# Doctrine Kennedy

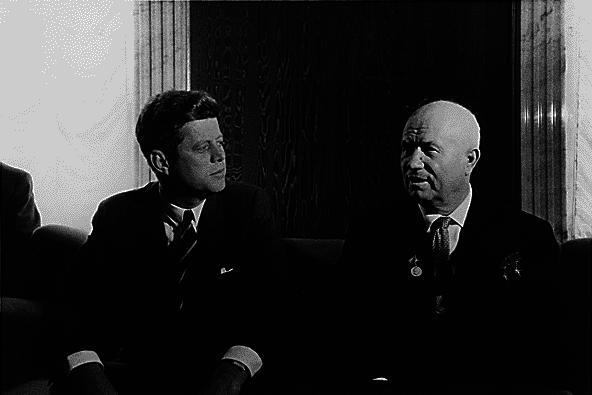
Kennedy et Khrouchtchev à Vienne en 1961.

La doctrine Kennedy désigne la politique étrangère des États-Unis sous la présidence de John Fitzgerald Kennedy, principalement à l'égard de l'Amérique latine. 

## Discours inaugural
Dans son discours inaugural du 20 janvier 1961, le président Kennedy présente à l'opinion américaine la ligne politique que suivra son administration en matière de politique étrangère :
« Que tous les pays le sachent, qu'ils nous veuillent du bien ou du mal : nous sommes prêts à payer n'importe quel prix, à supporter tout fardeau, à endurer toutes les épreuves, à soutenir tous nos amis et à nous opposer à tout ennemi afin de garantir la survie et le succès de la liberté. »
Il invite par ailleurs les Américains à soutenir une « lutte contre les ennemis communs de l'Homme : la tyrannie, la pauvreté, la maladie, et la guerre elle-même ». 

## Guerre froide
L'une des priorités américaines durant le mandat de Kennedy est l'endiguement du communisme, et ce à n'importe quel prix. Dans ce contexte de guerre froide, Kennedy appelle à ce que « la force et l'unité militaire requise dans la lutte contre le communisme soient contrebalancées par des espoirs de désarmements et de coopération globale ». 
Un autre thème de la politique étrangère de Kennedy est la croyance en la capacité américaine de contrôler les événements mondiaux, et qu'ils doivent le faire concrètement. Il expose cette idée en déclarant : « Dans la longue histoire du monde, quelques générations seulement ont reçu la mission de défendre la liberté aux heures où elle était le plus en danger. Je ne me dérobe pas devant cette responsabilité. Je l'accueille avec joie ». 

## Contexte historique
La doctrine Kennedy consiste essentiellement en une continuation et en une généralisation de la politique étrangère des administrations Eisenhower et Truman. La politique de ces présidents est centrée sur la menace communiste et sur les moyens que doivent engager les États-Unis pour contenir son expansion. La doctrine Truman consistait à fournir une assistance économique aux pays non-communistes d'Europe de l'Ouest, pour éviter qu'ils basculent dans le bloc de l'Est. La doctrine Eisenhower consistait quant à elle à soutenir économiquement et militairement les pays anti-communistes du Moyen-Orient et à augmenter le volume des échanges commerciaux entre les États-Unis et l'Amérique latine, toujours dans le même but. La doctrine Kennedy est en quelque sorte une synthèse de ces deux doctrines, mais elle est principalement tournée vers la lutte contre la propagation du communisme en Amérique latine après la révolution cubaine de 1959 et la prise de pouvoir de Fidel Castro qui en a découlé.

## Alliance pour le Progrès
Dès son discours d'investiture, Kennedy évoque une Alliance pour le Progrès avec les pays d'Amérique latine. 
Dans un discours du 13 mars 1961, adressé aux diplomates latino-américains et aux membres du Congrès américains, il déclare : « J'ai appelé tous les gens de cet hémisphère à rejoindre une nouvelle Alliance pour le progrès – Alianza para Progresso –, un vaste effort coopératif, inégalé en envergure et but, pour satisfaire les besoins élémentaires de tous les Américains [d'Amérique latine] en matière de logement, de travail et de terre, de santé et d'éducation – techo, trabajo y tierra, salud y escuela ».
Dans ce discours, Kennedy réaffirme par ailleurs l'engagement des États-Unis à participer à la défense de toutes nations dont l'indépendance serait en danger, et promet d'augmenter les programmes d'aide alimentaire et de soutien économiques pour les nations dans le besoin. 
Dans le même discours, il décrit cette Alliance pour le progrès comme une « alliance de gouvernements libres », dont le travail serait « d'éliminer la tyrannie dans cet hémisphère ».

## Débat sur le rôle international des États-Unis
Beaucoup se sont demandé si cette doctrine Kennedy « décrivait un rôle approprié, rationnel et prudent des États-Unis dans le monde ; si c'était une ligne pour une ère de négociation et d'amitié ; ou alors si c'était l'apologie d'un mondialisme intenable, qui allait inévitablement étendre les zones de conflits, et augmenter la course aux armements, et à une ingérence américaine dans les affaires de chaque pays du Monde » (Louise Fitzsimons). Cette question est toujours en débat aujourd'hui. Il est par ailleurs établi que selon la formule de W. Averell Harriman, le président Kennedy était « son propre secrétaire d'État » (dans les faits, mais non de jure cette fonction étant officiellement occupée sous Kennedy, puis sous le successeur de celui-ci Lyndon B. Johnson, par Dean Rusk). 